# إسماعيل بك الكبير
إسماعيل بك الكبير ‏ (1735 - مارس 1791 في القاهرة) سياسي عثماني شغل منصب والي مصر منذ حتى .

## تاريخ

شعار المماليك البايات

كان إسماعيل من أصل جورجي وأصبح مملوكًا للأمير علي بك الكبير في مصر. خلال الحرب الروسية التركية، استغل علي بك الفرصة لإعلان استقلال مصر عن الإمبراطورية العثمانية. قام إسماعيل بك نيابةً عن علي بقمع ثورة مؤيدة للعثمانية في مصر السفلى (1768). وبناءً على أوامر علي، قام أيضاً بغزو الحجاز وإخضاع كل موانئه وبلداته الساحلية شمال جده (1770). عندما قام محمد باي أبو الذهب، وهو أكثر شخص يثق به (وأخوه)، بالخيانة عليه وسار في مسيرة ضد القاهرة، أُرسل إسماعيل بك لاعتراضه ، لكنه أُجبر على الاستسلام وتقديم (1772).
بعد وفاة أبو دهب (1775) قام إسماعيل بك بحشد المماليك المتبقين من علي بك ولكنه فشل في منع رفاق أبو الدهب إبراهيم باي ومراد باي من خلاقته. حاول مراد أن يسممه، لكن إسماعيل وفصيل علي باي (العلوية) نجحا في طرد جماعة أبو الدهب (المحمدية) من القاهرة إلى صعيد مصر (1777). بعد بضعة أشهر، غيّر العديد من العلويين الأمور. عاد إبراهيم ومراد وأجبر إسماعيل على الفرار (1778).
معلمه: علي بك
منافس: أبو الدهب
العدو: مراد بك
حليف: حسن باشا
بعد تدخل الأدميرال العثماني سيزاييرلي غازي حسن باشا في عام 1786، عاد إسماعيل بك إلى مصر وتم تنصيبه على أنه شيخ البلد (الحاكم المدني والحاكم الفعلي) بينما هرب إبراهيم ومراد إلى صعيد مصر مرة أخرى. بسبب حرب روسية تركية أخرى، سحبت الإمبراطورية العثمانية القوات التركية في العام التالي. طلب إسماعيل بك من القنصل الفرنسي ما إذا كان بإمكان فرنسا إرسال مدربين عسكريين ووحدات تدريب. ومع ذلك، جعلت الثورة الفرنسية هذا مستحيل. تم القضاء على إسماعيل بك وتقريبًا كل فصيله بسبب الطاعون. بعد انهيار نظام الإسماعيلية، عاد إبراهيم ومراد واستولوا على السلطة مرة أخرى. قرر مراد الإقامة في قصر إسماعيل.

## معرض صور

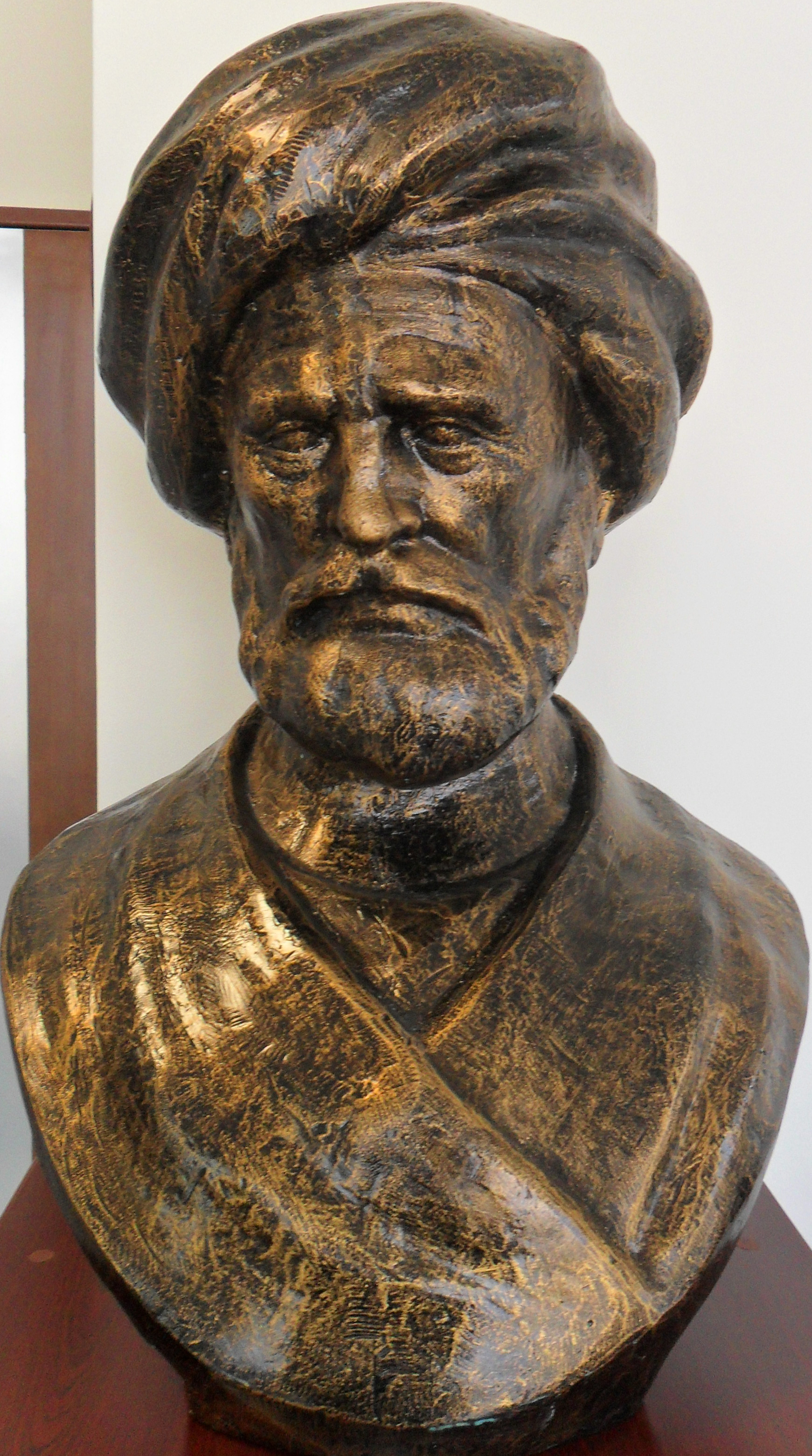
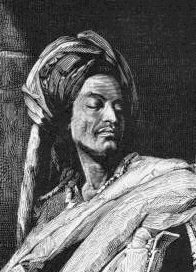
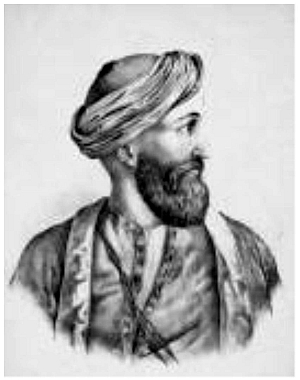
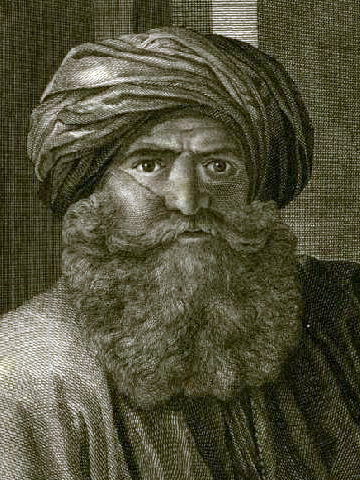